# مارتيس
مارتيس، (بالإنجليزية: Martis)‏، (سردينيا: Màltis)، هي بلدية، في مقاطعة ساساري، في سردينيا الإيطالية المنطقة، حوالي 180 كيلومتر (110 ميل) إلى الشمال من كالياري، وحوالي 25 كيلومترا (16 ميل) شرق ساساري. اعتبارا من 31 ديسمبر 2004 ، كان عدد سكانها 608 وتبلغ مساحتها 22.9 كيلومتر مربع (8.8 ميل مربع). لها حدود مشتركة من بلديات Chiaramonti، Laerru، Nulvi، Perfugas.

## السكان
في سنة 1861 بلغ عدد السكان 922 نسمة، وتطور العدد ليصل في سنة 2011 لـ 553 نسمة.
يظهر هذا المخطط البياني تطور النمو السكاني لـ مارتيس